# Тлеполем
Тлеполем (др.-греч. Τληπόλεμος) — персонаж древнегреческой мифологии. Сын Геракла и Астиохи, дочери Филанта (или Астидамии). Жених Елены. Нечаянно убив в Аргосе Ликимния, бежал на остров Родос и поселился там. Тлеполем и жители разделили Родос на три части, основав Линд, Иалис и Камир. По одной из версий, он назвал города именами дочерей Даная. По другим, Тлеполем стал царем всего Родоса и разделил по жребию его землю на равные участки. Жена Поликсо. Согласно Линкею Самосскому, влюбился в юного Тесея и соблазнил его, угостив мясом родосской колючей акулы, бывшей в античное время дорогим деликатесом.
Привел от родосцев под Трою 9 кораблей. Погиб в Троаде, где сражался с Сарпедоном, который убил его при помощи дротика. При возвращении люди Тлеполема причалили к берегам Крита, но затем ветры отнесли их, и они заселили Иберийские острова, либо Гимнесийские острова. Город Родос был в Иберии. Либо Тлеполем пережил войну и по возвращении попадал на Крит и в Южную Италию.